# Stathmopoda caminora
Stathmopoda caminora is een vlinder uit de familie Stathmopodidae. De wetenschappelijke naam van de soort is voor het eerst geldig gepubliceerd in 1890 door Meyrick.